# Camino de las Baterías
El camino de las Baterías es una vía pública de la ciudad española de Segovia. Su recorrido forma parte del trazado del histórico Cordel de Santillana que conecta Segovia y el Puerto de la Fuenfría.

## Descripción
La calle, cuyo título tiene origen militar, nace de la carretera de San Rafael, de la rotonda del Pastor en la que esta confluye con la avenida de Gerardo Diego, donde hay erigido un monumento a la Trashumancia. Va a morir a las inmediaciones de la autovía de circunvalación de la ciudad. Aparece descrita en Las calles de Segovia (1918) de Mariano Sáez y Romero con las siguientes palabras:

Baterías (Camino de las).—Parte desde la carretera de San Rafael, cerca del puente de Valdevilla a las Escuelas prácticas de Artillerías y llamadas comunmente Baterías por tener allí emplazados varios cañones y piezas de diversos calibres y sistemas de las que forman las baterías para enseñanza y maniobras de los alumnos y soldados.
(Sáez y Romero, 1918, pp. 18-19)